# University of Surrey
University of surrey är ett universitet i Storbritannien.   Det ligger i grevskapet Surrey och riksdelen England, i den södra delen av landet, 40 km sydväst om huvudstaden London.